# Mare Imbrium
Mare Imbrium (Regnskyllenes Hav) er et vidtspændt månehav som udfylder et bassin på Månen. Mare Imbrium blev skabt da lava oversvømmede et stort nedslagskrater skabt af et meget stort objekt, en protoplanet med en diameter på 250-300 km, som ramte Månen for 3,8 milliarder år siden. Månens maria (flertal af mare) har færre detaljer end andre områder af Månen fordi plateaubasalter udfyldte kraterne og derved skabte en relativ glat overflade. Mare Imbrium er ikke så flad som da det blev skabt, da senere begivenheder har ændret dets overflade.
Med en diameter på 1146 km er Mare Imbrium, det næststørste månehav, kun overgået af Oceanus Procellarum men det er det største månehav skabt af eet nedslagsbassin. Apollo 15 landede i det sydøstlige område af Mare Imbrium, nær Montes Apenninus-bjergkæden.
Imbrium-bassinet er omgivet af tre koncentriske ringe af bjerge, hævet af det kolossale nedslag som dannede bassinet. Den yderste ring af bjerge har en diameter på 1300 km og er opdelt i flere forskellige intervaller; Montes Carpatus mod syd, Montes Apenninus mod sydøst, og Montes Caucasus mod øst. Ringbjergene er ikke særligt udviklede mod nord eller vest, og det ser ud som om at de simpelthen ikke blev hævet særligt meget i disse områder af Imbrium-nedslaget. Den midterste ring af bjerge udgør Montes Alpes og den bjergrige region nær kraterne Archimedes og Plato. Den inderste ring, med en diameter på 600 km, er for det meste begravet under marets basalt, kun nogle lave bakker stikker op gennem maresletterne og marekammene, i et cirkulært mønster.
Den ydre ring af bjerge når op i en højde på cirka 7 km over overfladen af Mare Imbrium. Marematerialet menes at være omkring 5 km dybt, dette giver Imbriumbassinet en total dybde på 12 km; man mener at det originale Imbrium nedslagskrater var så meget som 100 km dybt, men at bassinets bund sprang op igen lige efter nedslaget.
Omkring Imbrium-bassinet er der et område dækket af fragmenter fra nedslaget, dette område breder sig cirka 800 km udefter. Der er også et mønster af radiale riller omkring Imbrium-bassinet, som kaldes Imbrium-skulpturerne, disse riller formodes at være furer udskåret i Månens overflade af store projektiler skudt ud fra bassinet ved skrå vinkler, hvilket har fået dem til at slå smut hen over Månens overflade, og under disse hop har de udpløjet rillerne. Ydermere, menes det at et mønster af sprækker som dækker hele Månen, både radialt og koncentrisk på Imbrium-bassinet, er skabt af Imbriumnedslaget; nedslaget har simpelthen smadret hele Månens lithosfære. På Månens overflade, direkte modsat Imbrium-bassinet, er der et område af kaotisk terræn (krateret Van de Graaff) som menes at være skabt af seismiske bølger, som er blevet fokuseret på området efter at have bevæget sig gennem månens indre. Mare Imbrium er omkring 1210 km bredt.